# Notalina pseudodelicata
Notalina pseudodelicata är en nattsländeart som beskrevs av Arturs Neboiss 1982. Notalina pseudodelicata ingår i släktet Notalina och familjen långhornssländor. Inga underarter finns listade i Catalogue of Life.